# Gin

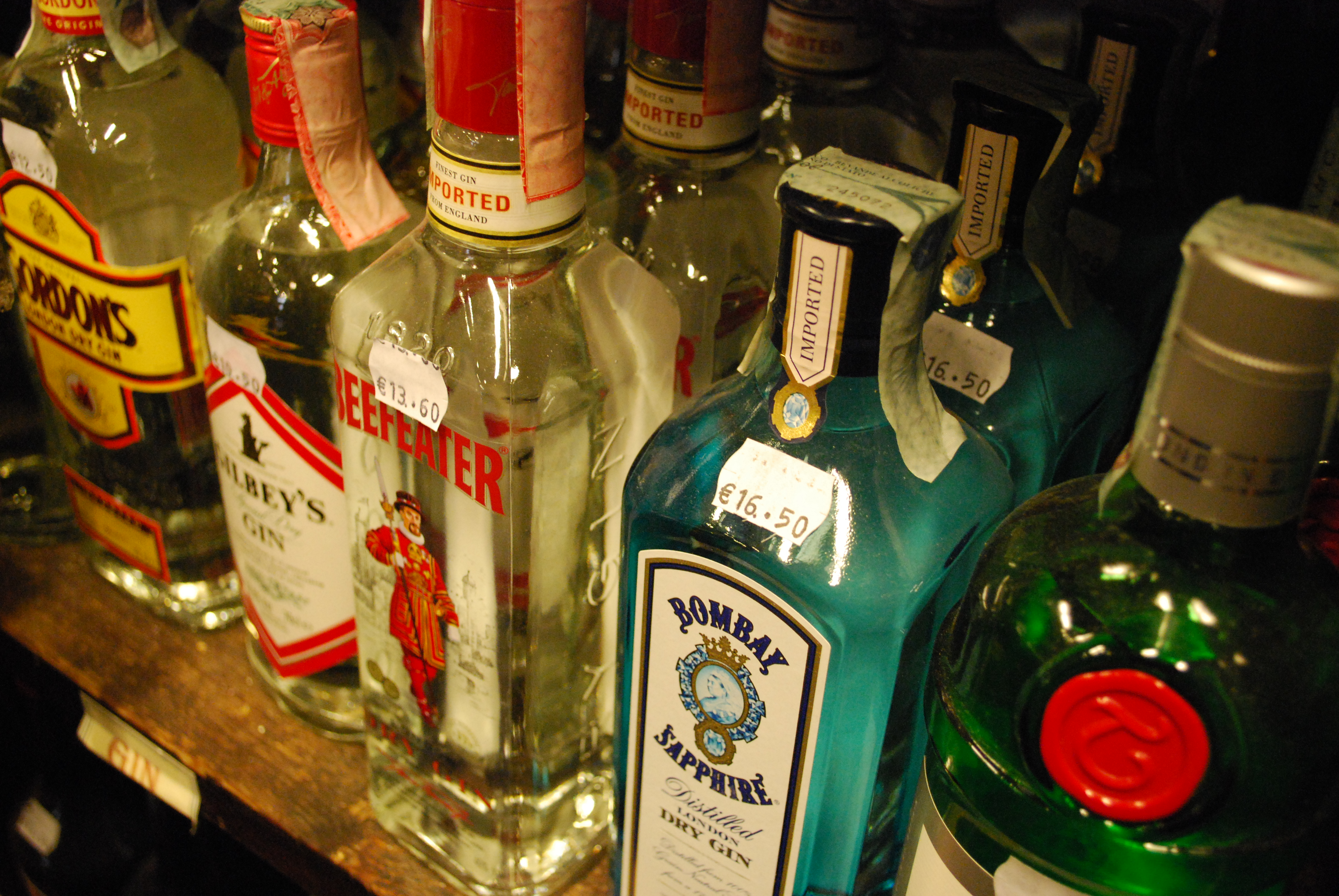
Verschillende soorten gin

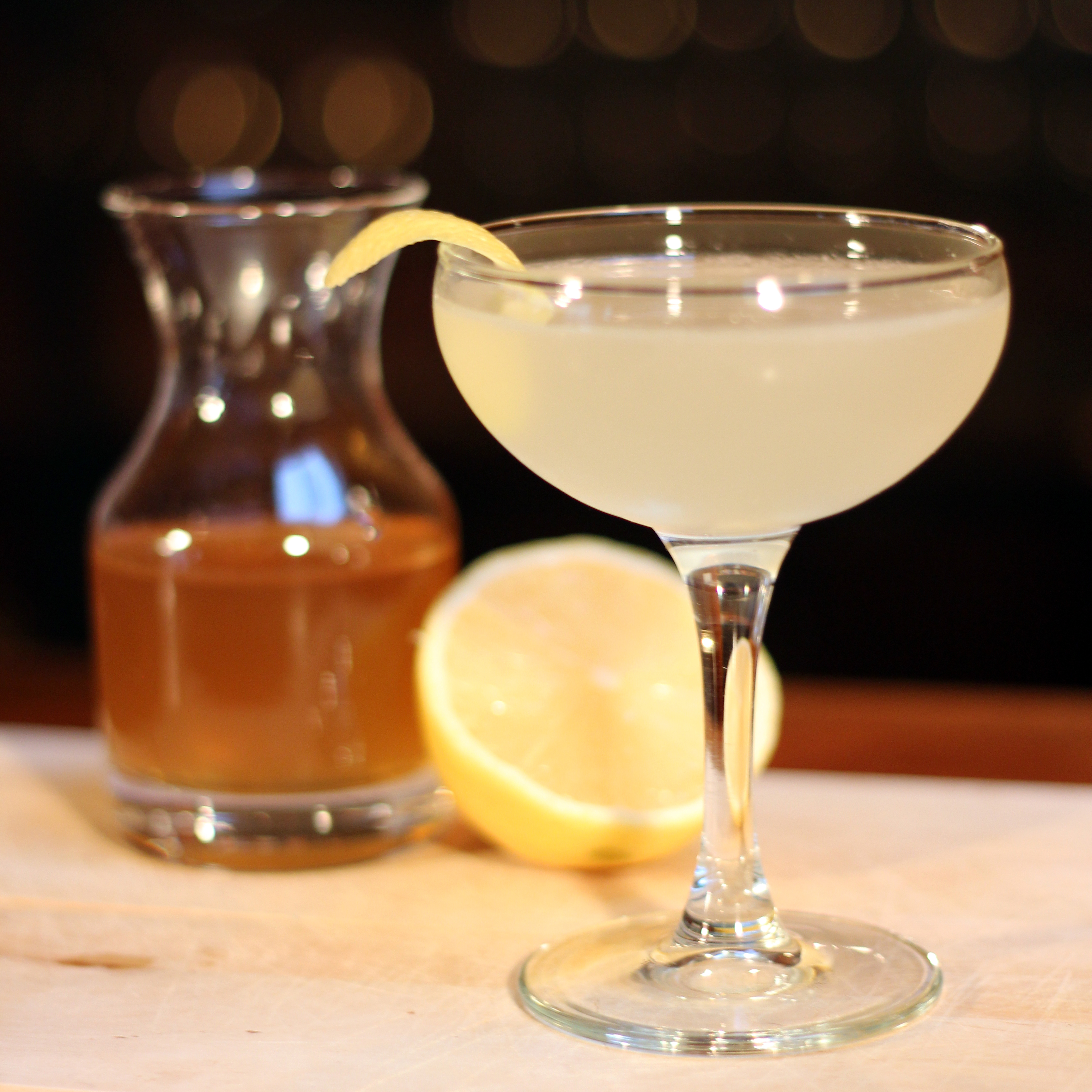
Een Bee's Knees-cocktail gemaakt met gin, honing en citroensap

Gin is een sterke geestrijke of alcoholische drank die wordt gemaakt op basis van neutrale alcohol die gearomatiseerd wordt, waarbij de jeneverbes domineert. Door toevoeging van jeneverbessen, krijgt hij zijn specifieke smaak. De smaak van gewone gin is erg droog, waardoor hij zelden puur wordt gedronken.

## Geschiedenis

### Oorsprong
Gin stamt rechtstreeks van jenever af. Al in de eerste eeuw na Christus waren het de Arabische alchemisten die druk bezig waren met de techniek en het distilleren van uiteenlopende elixers. De distillaten van toen werden echter hoofdzakelijk gebruikt voor medische en wetenschappelijke doeleinden. Toen de kennis Europa bereikte, waren het de benedictijner monniken die het distillatieproces verder in Europa verspreidden. 
In de dertiende eeuw werden jeneverbessen gebruikt om maag-, darm-, lever- en nierkwalen te genezen. Toen de pest in de dertiende eeuw uitbrak werden de bessen dan ook gebruikt om kamers uit te roken, het lichaam van binnen te reinigen en werden de struiken verbrand om de lucht te zuiveren. Na de pestepidemie raakte het distilleren meer en meer zijn medicinale karakter kwijt.
In de zeventiende eeuw werd distillatie op grote schaal toegepast en werden er sterke dranken op basis van graan en druiven op de markt gebracht. Gezien graan bijna overal kan groeien was dit ruim voorradig. Het duurde dan ook niet lang dat het op graan gebaseerde distillaat het licht zag. Op smaak gebracht met jeneverbessen en gerijpt op eikenhouten vaten, begon hier de (lange) levensweg van jenever.
De Dertigjarige Oorlog zorgde ervoor dat andere sterke dranken moeilijk verkrijgbaar waren. De Nederlandse VOC speelde hier handig op in; zij creëerden overzeese afzetmarkten voor de Nederlandse jenever. In diezelfde tijd begon deze drank ook een steeds grotere rol te spelen in het leven van Nederlandse én Engelse soldaten en droeg dit bij aan de toenemende uitvoer van jenever.
Het duurde niet lang voordat men in Londen jenever (“ginnever” en later gewoon “gin”) begon na te bootsen. In 1638 werd de Worshipful company of distillers opgericht door Théodore de Mayerne, lijfarts van de Franse en Engelse koning. Théodore kreeg van Karel I het alleenrecht om alcohol te maken en samen met zijn kompanen stelde hij een reeks kwaliteitsstandaarden op waarna de productie van de Engelse gin begon.
De Nederlandse soldaten begonnen zichzelf vrij snel moed in te drinken tijdens de Nederlands-Spaanse oorlog. De Engelse soldaten die waren uitgezonden door Koningin Elizabeth I om mee te strijden aan Nederlandse zijde haakten al gauw aan bij de Nederlandse collega’s. Door de Engelsen wordt jenever daarom ook wel “Dutch Courage” genoemd. Uiteraard namen de Engelse soldaten deze drank ook mee naar huis en hierdoor groeide de bekendheid van jenever in Engeland.

### Ontwikkeling
In Engeland heeft deze drank een eigen ontwikkeling doorgemaakt, zodat hij is uitgegroeid tot een typisch Brits product.
Een van de bekendste merken is Gordon's Gin. De oudste Belgische gin is Cockney's Gin.
In 1688 nam Willem III van Oranje de troon over en hij stimuleerde, mede door de hoge importbelastingen voor de buitenlandse dranken, vrijwel direct de productie van Engelse drank. Iedereen mocht vanaf dat moment gin stoken zonder licentie. Op een bepaald moment waren er zelfs 7.044 erkende gindetaillisten en duizenden straatverkopers op een populatie van 600.000 inwoners.
De goedkope drank vloeide rijkelijk door de arme wijken van Londen met verval, prostitutie, criminaliteit en sociale verwaarlozing tot gevolg. De zelfgestookte gin had heel Londen in haar greep, vooral tussen 1720 en 1750.
De politiek begreep dat zij moest ingrijpen en daarom werden er tussen 1729 en 1751 vijf Gin Acts opgesteld die de ginconsumptie omlaag moesten brengen. Zo werd er een poging gedaan om (meer) accijnzen te heffen op alcohol, een zware belasting op het schenken van gin en werden er zware boetes en gevangenisstraffen in het leven geroepen. Deze wetten werden echter volledig genegeerd.
Pas toen in 1751 de officiële herroeping van de wet plaatsvond had de politiek succes. Gin mocht alléén verkocht worden aan licentiehoudende caféhouders. Dit zorgde voor een verbeterde kwaliteit en stijgende prijzen. Tegen het einde van de negentiende eeuw was de gingekte voorbij en werd dit zwarte hoofdstuk uit de geschiedenis afgesloten.
Rond 1830 openden de eerste gin palaces hun deuren. Dit waren grote en luxe tavernes waar men kon genieten van een goed glas gin. Het drinken van gin kreeg hierdoor een sociale status in plaats van dat het gelinkt werd aan dronkenschap.
Tussen 1830 en 1850 verbeterden de productiemethoden en kwaliteitsstandaarden, waardoor er geen suiker meer toegevoegd hoefde te worden. In combinatie met de vernieuwde regelgeving zorgde dit voor een heropleving van de ginproductie.

### Cocktailtrend uit Amerika

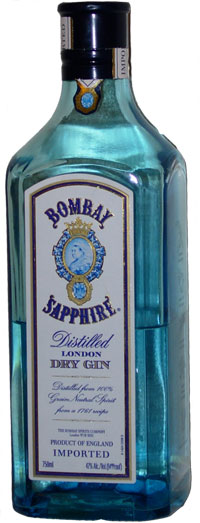
Gin van het merk Bombay Sapphire

In 1860 waaide de cocktailtrend over naar Amerika. Gin werd in toenemende mate, de groeiende populariteit volgend, naar het land geëxporteerd. Gin overleefde de drooglegging in Amerika en de twee wereldoorlogen. Maar nadat gin de drankenwereld tot in de jaren zestig wist te domineren, moest de drank vervolgens plaatsmaken voor wodka. Een hippe uitstraling en goede marketing zorgden ervoor dat gin als “oubollig” gezien werd en wodka de populariteit overnam. Gin verdween naar de achtergrond.
Aan het eind van de twintigste eeuw kwamen Tanqueray en Bombay Sapphire met twee ginsoorten op de markt die qua smaak meer tegen wodka aanleunden. Om de markt nog meer leven in te blazen besloot Bombay Sapphire een blauwe, vierkante fles te lanceren die bartenders én hipsters erg konden waarderen. Andere distilleerders begonnen op hun beurt grenzen te verleggen door meer te gaan experimenteren met ingrediënten. De klassieke gin werd geherintroduceerd en de drank werd weer erg gewild.
Gin is een van de dranken die in speakeasies worden geserveerd; een concept dat teruggrijpt op de plekken waar tijdens de drooglegging (illegaal) drank werd genuttigd. 
Vaak wordt gin gemengd met tonic tot 'gin en tonic'. Met (droge) vermout is gin een ingrediënt van de klassieke martini.